# ألتن قسطنطين دا سيلفا
ألتن قسطنطين دا سيلفا هو لاعب كرة قدم برازيلي في مركز الوسط، ولد في 20 يوليو 1989 في جوازيرو في البرازيل. لعب مع سي إس باندوري تارغو جيو وغراميو اساسكو اوداكس اسبورت كلوب ونادي بوتافوغو اس بي.

## وصلات خارجية
- ألتن قسطنطين دا سيلفا على موقع قاعدة بيانات كرة القدم.إي يو (الإنجليزية)
- ألتن قسطنطين دا سيلفا على موقع Soccerway.com (الإنجليزية)